# Illa Vindication
L'illa Vindication és una petita illa volcànica deshabitada de les Illes Sandwich del Sud. Té una superfície de 3 km², amb 2,1 km de llarg per 1,6 km d'ample. L'illa va ser descoberta el 2 de febrer de 1775 per James Cook a bord de l'HMS Resolution. L'illa són les restes de tres volcans fortament erosionats. El punt més alt de l'illa, Quadrant Peak, de 430 msnm, es troba directament sobre la costa. L'interior de l'illa presenta una rica vegetació, composta per molses i líquens, mentre pingüins i aus marines es reprodueixen a la seva costa. No hi ha evidència d'activitat volcànica recent.